# Liste der deutschen Botschafter in Spanien
Diese Liste enthält die deutschen Botschafter und Missionschefs in Spanien. Seit 1995 ist der deutsche Botschafter in Madrid auch Andorra doppelakkreditiert. Er überreicht sein Beglaubigungsschreiben für Andorra traditionell den beiden Kofürsten von Andorra, dem Bischof von Urgell und dem französischen Staatspräsidenten.

## Missionschefs

### Botschafter des Deutschen Reichs

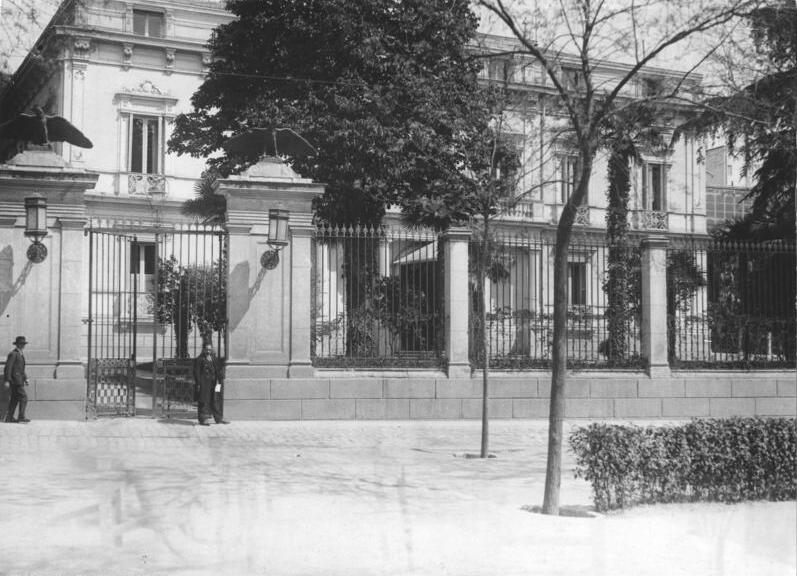
Das Gebäude der Deutschen Botschaft in Madrid (um 1930) auf dem Paseo de la Castellana

| Name | Bild               | Amtszeit           | Anmerkungen                                                                   |
| Norddeutscher Bund | Norddeutscher Bund | Norddeutscher Bund | Norddeutscher Bund                                                            |
| --- | ------------------ | ------------------ | ----------------------------------------------------------------------------- |
| Julius von Canitz und Dallwitz (* 1815; † 1894) |                    | 1867–1871          | ab 1867: preußischer Gesandter                                                |
| / – Deutsches Reich |                    |                    |                                                                               |
| Julius von Canitz und Dallwitz (* 1815; † 1894) |                    | 1871–1874          |                                                                               |
| Paul von Hatzfeldt (* 1831; † 1901) |                    | 1874–1878          | Gesandter                                                                     |
| Eberhard zu Solms-Sonnenwalde (* 1825; † 1912) |                    | 1878–1887          | Gesandter                                                                     |
| Ferdinand Eduard von Stumm (* 1843; † 1925) |                    | 1887–1892          | Gesandter                                                                     |
| Joseph Maria von Radowitz (* 1839; † 1912) |                    | 1892–1908          |                                                                               |
| Christian von Tattenbach (* 1846; † 1910) |                    | 1908–1910          |                                                                               |
| Max von Ratibor und Corvey (* 1856; † 1924) |                    | 1910–1918          |                                                                               |
| vakant |                    | 1918–1920          |                                                                               |
| Leopold von Hoesch (* 1881; † 1936) |                    | 1920               | Geschäftsträger von Januar bis Oktober 1920                                   |
| Ernst Langwerth von Simmern (* 1865; † 1942) |                    | 1920–1925          |                                                                               |
| Johannes Graf von Welczeck (* 1878; † 1972) |                    | 1926–1936          |                                                                               |
| April bis Juli 1936 unbesetzt Eberhard von Stohrer erhielt am 24. Juli 1936 sein Akkreditierungsschreiben zum Botschafter, gab es aber bei der Regierung der Spanischen Republik nicht ab, da sich das Deutsche Reich politisch wegen des begonnenen Putsches gegen die rechtmäßig gewählte Regierung in Spanien nicht festlegen wollte. |                    |                    |                                                                               |
| Hans Hermann Völckers (* 1886; † 1977) |                    | 1936               | Geschäftsträger des Deutschen Reichs bei der Republik Spanien                 |
| Wilhelm Faupel (* 1873; † 1945) |                    | 1936–1937          | erster Geschäftsträger des Deutschen Reichs bei Francisco Franco in Salamanca |
| Eberhard von Stohrer (* 1883; † 1953) |                    | 1937–1942          |                                                                               |
| Hans-Adolf von Moltke (* 1884; † 1943) |                    | 1943               |                                                                               |
| Hans-Heinrich Dieckhoff (* 1884; † 1952) |                    | 1943–1944          |                                                                               |
| Sigismund von Bibra (* 1894; † 1973) |                    | 1944–1945          | ab 2. September 1944 Geschäftsträger                                          |
| 1945 bis 1952: keine Beziehungen |                    |                    |                                                                               |

### Botschafter der Bundesrepublik Deutschland

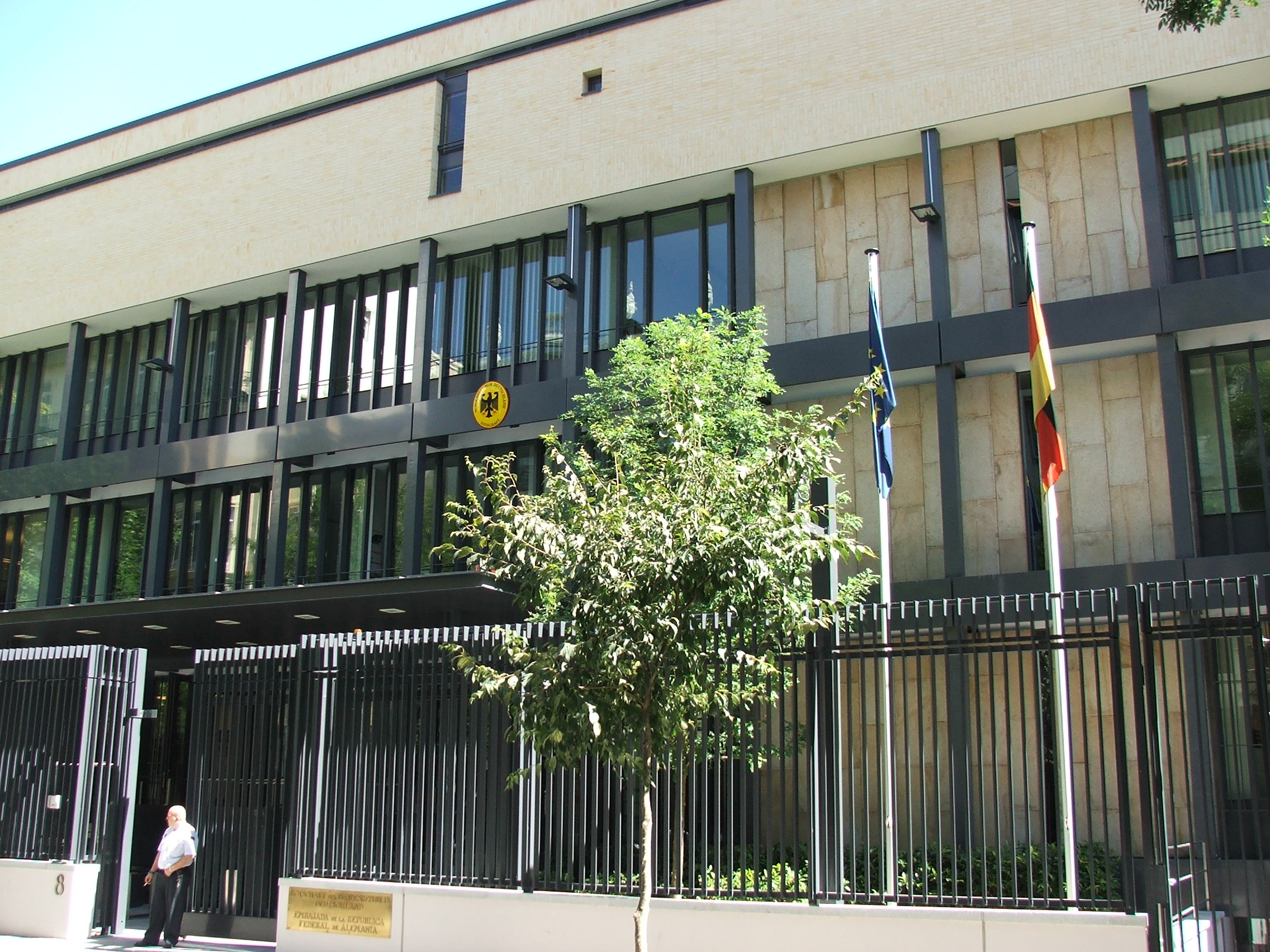
Der 1967 erbaute Neubau der Deutschen Botschaft, Architekt: Alexander von Branca

| Name                                      | Bild           | Amtszeit       |
| BR Deutschland                            | BR Deutschland | BR Deutschland |
| ----------------------------------------- | -------------- | -------------- |
| Adalbert von Bayern (* 1886; † 1970)      |                | 1952–1956      |
| Karl Heinrich Knappstein (* 1906; † 1989) |                | 1956–1958      |
| Wolfgang von Welck (* 1901; † 1973)       |                | 1958–1963      |
| Helmut Allardt (* 1907; † 1987)           |                | 1963–1968      |
| Hermann Meyer-Lindenberg (* 1912; † 1982) |                | 1968–1974      |
| Georg von Lilienfeld (* 1912; † 1989)     |                | 1974–1977      |
| Lothar Lahn (* 1921; † 1994)              |                | 1977–1982      |
| Guido Brunner (* 1930; † 1997)            |                | 1982–1992      |
| Hermann Huber (* 1930; † 2018)            |                | 1992–1995      |
| Henning Wegener (* 1936; † 2024)          |                | 1995–1999      |
| Joachim Bitterlich (* 1948)               |                | 1999–2002      |
| Georg Boomgaarden (* 1948)                |                | 2003–2005      |
| Wolf-Ruthart Born (* 1944)                |                | 2006–2009      |
| Reinhard Silberberg (* 1953)              |                | 2009–2014      |
| Peter Tempel (* 1955)                     |                | 2014–2018      |
| Wolfgang Dold (* 1958)                    |                | 2018–2022      |
| Maria Margarete Gosse (* 1962)            |                | seit 2022      |

## Gesandte der deutschen Staaten (vor 1871)

### Hannoversche Gesandte
…
- 1863–1866: Adolf von Grote (1830–1898)

### Hanseatische Gesandte
1649: Aufnahme diplomatischer Beziehungen

### Preußische Gesandte
1782: Aufnahme diplomatischer Beziehungen
…
- 1810–1821: Heinrich Wilhelm von Werther (1772–1859)
- 1821–1823: Daniel Andreas Berthold von Schepeler (1779–1849)
- 1823–1824: Bogislaw von Maltzan (1793–1833)
- 1824–1825: Peter Heinrich August von Salviati (1786–1856)
- 1825–1835: August von Liebermann (1791–1847)
- 1835–1848: Unterbrechung der Beziehungen
- 1848–1852: Atanazy Raczyński (1788–1874)
- 1853–1864: Ferdinand von Galen (1803–1881)
- 1864–1867: Georg von Werthern (1816–1895)
- 1867–1874: Julius von Canitz und Dallwitz (1815–1894)

Ab 1867: Gesandter des Norddeutschen Bundes, ab 1871: Botschafter des Deutschen Reichs (siehe oben)

### Sächsische Gesandte
1739: Aufnahme diplomatischer Beziehungen
- 1739–1761: Johann Joseph Hyazinth von Kolowrat-Krakowsky[11] (1692–1766)
- 1761–1763: k. A.
- 1763–1766: Johann Joseph Hyazinth von Kolowrat-Krakowsky (1692–1766)
- 1766–1773: Friedrich Magnus von Saul[12] (–1773)

…
- ?–1786: Adolph Nikolaus von Gersdorff (1753–1787)[13]
- 1786–1789: Sigismund Ehrenreich Johann von Redern (1761–1841)

…
- 1811–1819: vakant
- 1819–1820: Carl von Friesen (1786–1823)
- 1820–1824: Friedrich Bernhard Biedermann (1775–1844)
- 1824–1828: Hans Heinrich von Könneritz (1790–1863)
- 1828–1852: Unterbrechung der Beziehungen
- 1852–1853: Oswald von Fabrice (1820–1898)
- 1853–1856: Adolph Keil (1823–1890)
- 1856–1870: vakant

1870: Auflösung der Gesandtschaft

## Weblink
- Website der deutschen Botschaft Madrid